# Petr Ševčík
Pour les articles homonymes, voir Ševčík.
Petr Ševčík, né le 4 mai 1994 à Jeseník en Tchéquie, est un footballeur international tchèque qui évolue au poste de milieu central au Slavia Prague.

## Biographie

### Carrière en club

#### Sigma Olomouc
Formé au Sigma Olomouc, c'est avec ce club que Petr Ševčík fait ses débuts professionnels. Il joue son premier match lors d'une rencontre de championnat le 11 mai 2014, où son équipe s'incline lourdement face au Sparta Prague (5-0). Il est prêté la saison suivante en deuxième division, au SFC Opava. Il marque son premier but pour ce club lors de son premier match, lors de la victoire des siens par trois buts à deux face au MFK Frýdek-Místek, le 2 août 2014. Il y joue en tout 14 matchs et inscrit 4 buts. 
Ševčík fait son retour dans son club formateur la saison suivante. Il inscrit son premier but pour le Sigma Olomouc le 1er avril 2016 contre le FC Baník Ostrava, lors d'une rencontre où son équipe s'impose par six buts à deux. C'est au cours de cette année qu'il s'impose comme titulaire.

#### Slovan Liberec
Il rejoint le FC Slovan Liberec le 1er juillet 2016, le transfert est annoncé dès le mois de juin. Il découvre la coupe d'Europe avec son nouveau club, jouant d'ailleurs son premier match sous ses nouvelles couleurs lors d'une rencontre de Ligue Europa face à Admira Wacker, le 28 juillet 2016 (victoire 1-2 du Slovan Liberec).

#### Slavia Prague
Le 1er janvier 2019, pendant le mercato hivernal, Petr Ševčík rejoint le Slavia Prague pour un million d'euros. Il arrive en même temps que Lukáš Masopust. Il joue son premier match le 9 février suivant, lors de la victoire par deux buts à zéro contre le FK Teplice. Il participe au parcours de son équipe en Ligue Europa qui atteint les quarts de finale de la compétition, éliminé par Chelsea. Il prend part aux deux confrontations face au club londonien, et est notamment l'auteur d'un doublé (ses deux premiers buts pour le Slavia), lors du match retour perdu 4-3 à Stamdord Bridge, le 18 avril 2019.

### En sélection nationale
Petr Ševčík fête sa première sélection avec l'équipe de Tchéquie espoirs le 14 mai 2014, lors d'une défaite (3-1) face à la Slovaquie. Le 8 juin 2017 il inscrit son premier but lors de la victoire (2-1) face à l'Azerbaïdjan.
En mai 2021 il est convoqué avec l'équipe nationale de Tchéquie, figurant dans la liste des 26 joueurs tchèques pour participer à l'Euro 2020.
Il est retenu dans la liste des 26 joueurs tchèques du sélectionneur Ivan Hašek pour participer à l'Euro 2024. 

## Palmarès
Slavia Prague
- Champion de Tchéquie
  - 2019, 2020 et 2021